# Rigoberto González

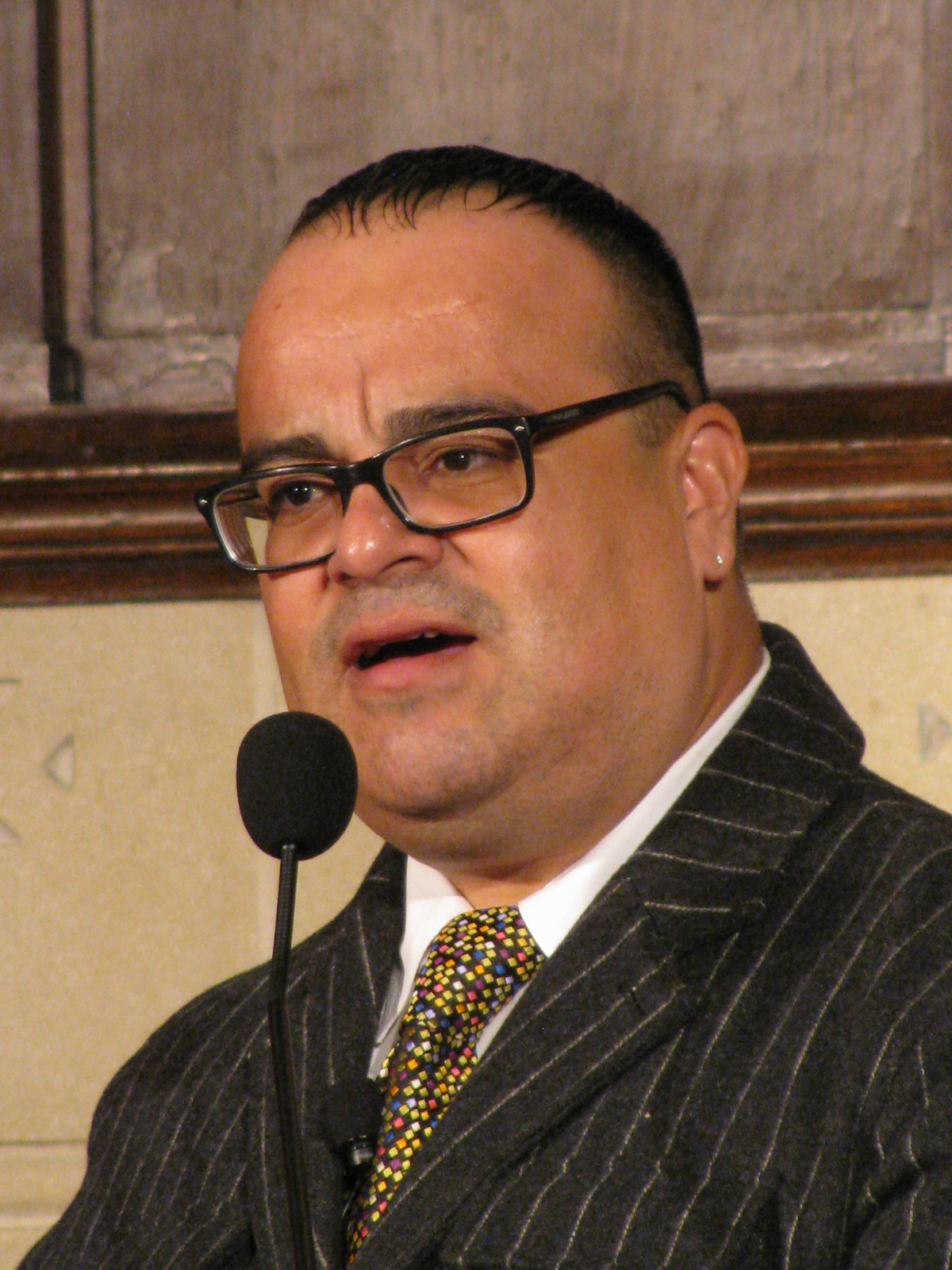
Rigoberto González (2014)

Rigoberto González (* 18. Juli 1970 in Bakersfield, Kalifornien) ist ein mexikanisch-US-amerikanischer Schriftsteller, Dichter, Sachbuchautor und Übersetzer.

## Leben
González wuchs in Michoacán, Mexiko, auf. Er ist der Sohn und Enkel von Wanderarbeitern. Seine Großfamilie wanderte 1980 nach Kalifornien aus und kehrte 1992 nach Mexiko zurück. González blieb allein in den USA, um seine Ausbildung abzuschließen. Details seiner schwierigen Kindheit in Michoacán und seiner schwierigen Adoleszenz als Einwanderer in Kalifornien sind die Grundlage für seine Coming-of-Age-Memoiren Butterfly Boy: Memories of a Chicano Mariposa.
Er erwarb einen BA in interdisziplinären Geistes- und Sozialwissenschaften von der University of California, Riverside, und Abschlüsse von der University of California, Davis und der Arizona State University in Tempe.
1997 schrieb sich González für ein PhD-Programm an der University of New Mexico in Albuquerque ein, brach es jedoch ein Jahr später ab, um zu seinem Lebensgefährten in New York City zu gehen und eine Schriftstellerkarriere zu verfolgen. Die beiden veröffentlichten im Frühjahr 1999 im Abstand von wenigen Monaten ihre ersten Bücher und erhielten für ihre Werke zahlreiche Auszeichnungen.
Im Jahr 2001 verfolgte González eine Karriere als Akademiker und bekleidete Lehraufträge an der New School, der University of Toledo, der University of Illinois at Urbana-Champaign und dem Queens College/City University of New York.
González unterrichtet derzeit am Schreibprogramm der Rutgers University in Newark, wo er als Professor für Englisch und Direktor des MFA-Programms für Kreatives Schreiben tätig ist.

## Werke (Auswahl)
Poesie Sammlungen
- The Book of Ruin (Four Way Books, 2019) ISBN 978-1-945588-32-7, OCLC 1041561471
- Unpeopled Eden (Four Way Books, 2013) ISBN 978-1-935536-36-9, OCLC 828834171
- Black Blossoms (Four Way Books, 2011) ISBN 978-1-935536-15-4, OCLC 701242445
- Other Fugitives and Other Strangers (Tupelo Press, 2006) OCLC 329269270
- So Often the Pitcher Goes to Water until It Breaks (University of Illinois Press, 1999) ISBN 978-0-252-06798-3, OCLC 246271983

Poesie
- Our Lady of the Crossword (A Midsummer Night’s Press, 2015)

 Mehrsprachige Kinderbücher
- Antonio’s Card / La Tarjeta de Antonio (Children’s Book Press, 2005)
- Soledad Sigh-Sighs / Soledad Suspiros (Children’s Book Press, 2003) ISBN 978-0-89239-309-1, OCLC 880247816

 Romane
- Mariposa U. (Tincture Books, 2015)
- Mariposa Gown (Tincture Books, 2012)
- The Mariposa Club (Alyson Books, 2009; Tincture Books, 2010) ISBN 978-1-59021-350-6, OCLC 693750914
- Crossing Vines (University of Oklahoma Press, 2003) ISBN 978-0-8061-3528-1. OCLC 50809294

 Memoiren und weitere Sachbücher
- What Drowns the Flowers in Your Mouth: A Memoir of Brotherhood (University of Wisconsin Press, 2018.) ISBN 978-0-299-31690-7, OCLC 1003641909
- Pivotal Voices, Era of Transition: Toward a 21st Century Poetics (University of Michigan Press, 2017)
- Autobiography of My Hungers (University of Wisconsin Press, 2013) ISBN 978-0-299-29250-8, OCLC 808990373
- Red-Inked Retablos: Essays (University of Arizona Press, 2013) ISBN 978-0-8165-2135-7, OCLC 807768205
- Butterfly Boy: Memories of a Chicano Mariposa (University of Wisconsin Press, 2006) ISBN 978-0-299-21904-8, OCLC 740626000

 Kurzgeschichtensammlung
- Men without Bliss (University of Oklahoma Press, 2008) ISBN 978-0-8061-3945-6, OCLC 254493386

 editierte Arbeiten
- Ploughshares (Spring 2019, Volume 45, No. 1)
- Xicano Duende: A Select Anthology (Bilingual Press, 2011)
- Camino del Sol: Fifteen Years of Latina and Latino Writing (University of Arizona Press, 2010)

Anthologie
- Ghost Fishing: An Eco-Justice Poetry Anthology (University of Georgia Press, 2018)

## Auszeichnungen und Preise (Auswahl)
- PEN/Voelcker Award for Poetry,
- Lannan Literary Stipendium,
- The Bill Whitehead Award for Lifetime Achievement (Publishing Triangle)
- 2014 USA Rolón Stipendium
- Guggenheim-Stipendium
- NEA Stipendium
- American Book Award
- The Lenore Marshall Poetry Prize (Academy of American Poets)
- The Poetry Center Book Award
- The Shelley Memorial Award (Poetry Society of America)
- NYFA Fellowship
- Lambda Literary Award (Gay Poetry) 2014 für Unpeopled Eden
- Barnes & Noble Writers for Writers Award